# Laurent Brandenbourger
Laurent Brandenbourger est un scénariste et réalisateur luxembourgeois, né en 1967 à Bruxelles en Belgique.
En 2001, il réalise Petites Misères (LM) avec, dans les premiers rôles, Albert Dupontel et Marie Trintignant.
En 2009, il est, avec Nabil Ben Yadir, le scénariste du film Les Barons, énorme succès[réf. nécessaire]au box office belge 2010.

## Filmographie

### Scénariste
- 1995 : Luc et Marie (le film) (CM) - avec Philippe Boon
- 2000 : Juste comme la clef (LM) - avec Vincent Collin
- 2001 : Petites Misères (LM) - avec Philippe Boon
- 2005 : Belhorizon (LM)
- 2009 : Les Barons (LM) - avec Nabil Ben Yadir et Sébastien Fernandez
- 2010 : Comment font les autres ? (LM) - avec Vincent Collin
- 2017 : Dode Hoek (LM) - avec Nabil Ben Yadir et Michel Sabbe
- 2018 : Seule à mon mariage (LM) - avec Marta Bergman
- 2019 : Noura rêve (LM) - avec Hinde Boujemaa

## Réalisateur
- 1995 : Luc et Marie (CM)
- 2001 : Petites Misères (LM)
- 2002 : À mardi prochain (pilotes série TV), scénarios de Vincent Collin.